# Списак генерала и адмирала Југословенске војске: Л и Љ
Списак генерала и адмирала Југословенске војске (ВКЈ) чије презиме почиње на слова Л и Љ, за остале генерале и адмирале погледајте Списак генерала и адмирала Југословенске војске.
напомена:
Генералски, односно адмиралски чинови у ЈВ су били — војвода, армијски генерал (адмирал), дивизијски генерал (вице-адмирал) и бригадни генерал (контра-адмирал). 

### Л
- Живко Лавадиновић (1879—1962), артиљеријски бригадни генерал. Активна служба у ВКЈ престала му је 1936.
- Драгољуб Лазаревић (1874—1948), дивизијски генерал. Активна служба у ВКЈ престала му је 1927.
- Живорад Лазаревић (1882—?), пешадијски бригадни генерал.
- Милорад Лазаревић (1882—1951), артиљеријски бригадни генерал. Активна служба у ВКЈ престала му је 1937.
- Милорад Лазаревић (1875—1954), дивизијски генерал. Активна служба у ВКЈ престала му је 1929. Одведен у заробљеништво 1941. године, после рата није наставио службу.
- Ђурђе Лазић (1878—1955), армијски генерал. Активна служба у ВКЈ престала му је 1935. Реактивиран 1941. Одведен у заробљеништво 1941. године, после рата није наставио службу.
- Петар Лазић (1892—1969), пешадијски бригадни генерал. Одведен у заробљеништво 1941. године, после рата није наставио службу.
- Отмар Лангерхолц (1885—1970), пешадијски бригадни генерал. Одведен у заробљеништво 1941. године, после рата није наставио службу.
- Јован Леко (1892—1964), пешадијски бригадни генерал. Одведен у заробљеништво 1941. године, после рата није наставио службу.
- Вуко Лепетић (1881—1971), артиљеријски бригадни генерал. Активна служба у ВКЈ престала му је 1940. Реактивиран 1941. Одведен у заробљеништво 1941. године, после рата наставио службу у ЈНА са чином генерал-мајор. Пензионисан 1947.
- Антон Локар (1884—1961), генералштабни бригадни генерал. Пензионисан у НДХ 1943.
- Никола Лујановић (1875—?), пешадијски бригадни генерал. Активна служба у ВКЈ престала му је 1936. Преведен у резерву.
- Михаел Луканц (1886—1941), артиљеријски бригадни генерал. Активна служба у ВКЈ престала му је 1939. Реактивиран 1941.
- Владимир Лукић (1887—1966), артиљеријско-технички генерал. Одведен у заробљеништво 1941. године, после рата није наставио службу.
- Ђорђе Лукић (1886—1963), дивизијски генерал. Одведен у заробљеништво 1941. године, после рата није наставио службу.
- др Јакша Лукић (1884—1947), санитетски генерал.
- Михаило Лукић (1887—1961), пешадијски бригадни генерал. Прешао у војску НДХ 1941. године, пензионисан 1943.
- Теодосије Луковић (1883—1965), дивизијски генерал. Одведен у заробљеништво 1941. године, после рата није наставио службу.
- Јулије Лутероти (1884—1956), контра-адмирал. Одведен у заробљеништво 1941. године, после рата није наставио службу.

### Љ
- Петар Љубичић (1884—1956), дивизијски генерал. Одведен у заробљеништво 1941. године, после рата није наставио службу.